# معركة كركوك (1733)
معركة كركوك المعروفة أيضًا باسم معركة آغ دربند كانت آخر معركة في حملة نادر شاه لبلاد ما بين النهرين حيث انتقم من هزيمته السابقة على يد القائد العثماني طوبال عثمان باشا الذي حقق فيه نادر شاه الإنتقام المناسب بعد هزيمته له وقام بقتل طوبال عثمان باشا في معركة كركوك. كانت المعركة سلسلة أخرى في سلسلة من الانتصارات والمآسي التي لا يمكن التنبؤ بها بالنسبة لكلا الجانبين حيث تأرجحت الحرب بعنف من صالح جانب إلى آخر. على الرغم من أن المعركة انتهت بانتصار ساحق للفرس إلا أنه كان لا بد من الانسحاب من المنطقة بسبب التمرد المتنامي في جنوب فارس بقيادة محمد خان البلوشي مما سلب نادر شاه من الفوائد الاستراتيجية لفوزه الكبير الذي سيكون له وشملت السيطرة على بغداد إذا كان لديه فرصة لإستئناف حملته.

## خلفية تاريخية
بعد هزيمة نادر شاه في معركة سامراء التي كانت لها آثار تتجاوز مجرد النتائج الفورية لتقليص قوة نادر شاه بمقدار 30000 جندي وفقدان السيطرة على بغداد. لم يكن من السهل التغلب بسهولة على فقدان الكثير من رجال القتال ذوي الخبرة والمعدات الثمينة وكانت المهمة الأولى التي واجهها نادر شاه هي استعادة معنويات رجاله المقاتلين الذين كانوا حتى تلك المرحلة ظنوا أنهم لا يقهرون وليس بدون سبب لأنهم انتصروا في جميع المعارك.
اندلع تمرد في جنوب فارس تحت قيادة محمد خان البلوشي الذي جمع حشدًا كبيرًا من المتسللين من حوله وتم تزويدهم بمزيد من الرجال من القبائل العربية المحلية في المنطقة. كان حل نادر شاه هو أولاً حل مشكلة طوبال باشا وعندها فقط يعود لسحق تمرد محمد خان.
كانت هناك أبعاد سياسية حاضرة حيث كان نادر شاه حريصًا على تصحيح سمعته حيث انتشرت أنباء عن هزيمته في سامراء في بلاد فارس مما جعل التربة خصبة لأي تمرد في النمو في الداخل. من غير الواضح إلى أي مدى كان يطمح نادر شاه لإصلاح سمعته من خلال هزيمة طوبال باشا الذي كان الرجل الوحيد (وسيظل الرجل الوحيد) الذي تفوق عليه في ميدان المعركة. بدأ نادر شاه إعادة بناء جيشه بسرعة لمواجهة أخرى مع طوبال باشا.
كان طوبال باشا حريصًا أيضًا على تعويض خسائره بعد أن تعرض لخسارة إجمالية قدرها 20 ألف رجل أي واحد من كل أربعة في جيشه. عند إرسال الطلبات إلى إسطنبول طلب أيضًا استبداله بجنرال أصغر سناً (حيث كان طوبال باشا يبلغ من العمر 70 عامًا تقريبًا في هذا الوقت). بحلول وقت الغزو الفارسي القادم للعراق تمكن من تشكيل جيش قوامه 100,000 جندي.

## المعركة

### مرحلة الافتتاح
أبلغ الجواسيس نادر شاه بوجود قوة قوامها 12000 جندي تقترب عبر وادي آغ دربند. حيث أرسل طوبال باشا هذه المجموعة من الرجال تحت قيادة ميمش باشا كقائد متقدم مع الجيش الرئيسي. كما أرسل نادر شاه قائدًا متقدمًا هو حاجي خان من أجل استدراج ميمش باشا نحو الجيش الفارسي الرئيسي. بعد متابعته حاجي خان لمسافة سار ميمش باشا نحوه مباشرة حيث وقع في فكي كمين نادر شاه مع مجموعتين من 15000 رجل يركضون نحو العثمانيين من اتجاهين ويواجهونهم بسهولة. ميمش باشا الذي أرسل إلى طوبال عثمان باشا يزعم أنه هزم الفرس وطلب المزيد من القوات للمطاردة أصبح هوا الآن من بين القتلى.
تبع مسار جنود ميمش باشا تقدمًا سريعًا بواسطة نادر شاه مع معظم جيشه ضد القوة العثمانية الرئيسية تحت قيادة طوبال باشا الذي كان على بعد 5 كيلومترات فقط. أمر طوبال باشا وهو يقوم بنشر رجاله. كما أغلق الجيش الفارسي المسافة بتشكيل نادر شاه بوضع المشاة في خط وإرسالها إلى الأمام لإشراك الانكشارية في المعركة . بدأت معركة لا تصدق من قبل الجنود العثمانيين والفارسيين الذين أطلقوا النار على بعضهم البعض لمدة ساعتين.

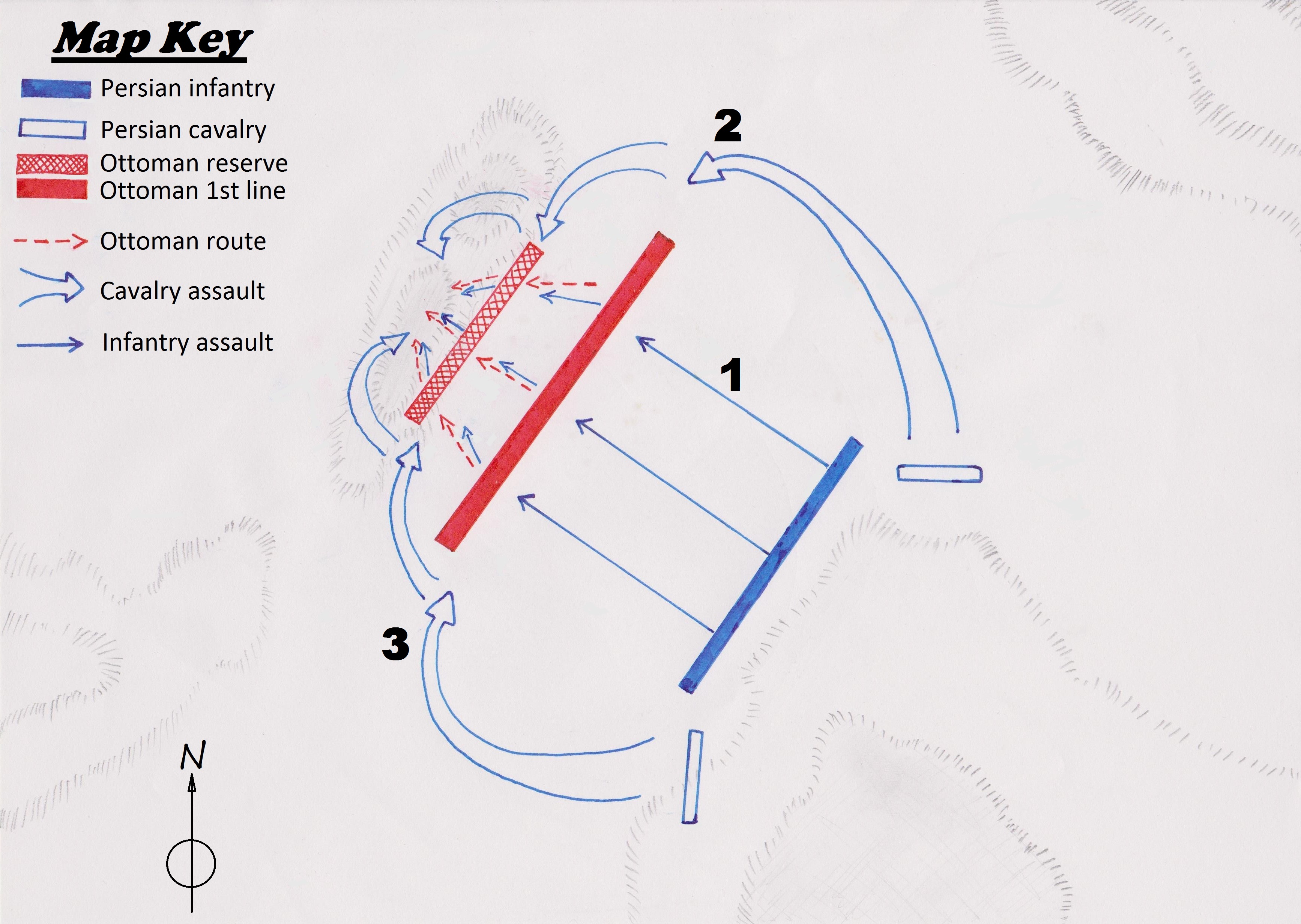
رسم توضيحي لمجرى المعركة بين الفرس والعثمانيين.

### المرحلة الختامية
تعرض العثمانيون للضغط من قبل الهجوم الفارسي الشرس. وعندما بدأت الانكشارية في الانهيار وطُردت من مواقعها بدأ الجيش الفارسي يطلق النار على ظهورهم. كان الوضع شديد الصعوبة لدرجة أن طوبال باشا أدرك مصيره الحزين وصعد حصانًا لينضم إلى رجاله فيما ستكون معركته الأخيرة واختار طوبال عثمان باشا أن يموت مع رجاله بدلاً من أن يتراجع ويهرب مع حياته. تم إطلاق النار على الجنرال القديم مرتين قبل أن يسقط من على فرسه حيث قطع سلاح الفرسان الفارسي رأسه من جسده وأخذه لتقديمه إلى نادر شاه.
انتهت المعركة بحوالي 20.000 قتيل عثماني بالإضافة إلى فقد جميع مدفعيتهم فضلاً عن معظم عتادهم. الانتقام كان كافيًا للهزيمة الرهيبة التي ألحقها طوبال باشا بنادر شاه في سامراء . أمر نادر شاه فيما يتعلق بجثمان طوبال عثمان باشا بلم شمل رأسه بجسده ولفترة من الوقت كان يحدق في يأس في جثة الرجل العجوز الضعيف حيث يعتبر هو الرجل الوحيد الذي هزمه في المعركة. أرسل نادر جثة طوبال عثمان باشا إلى بغداد حيث كان سيدفن تكريمًا لشجاعة الرجل.

## النتائج
كان نادر شاه يأمل في بدء حصار جديد لبغداد وبدأ في تجميع قواته للسيطرة عليها وكذلك التحضير لحملة في القوقاز. بمجرد هزيمة وموت طوبال باشا بدأ أحمد باشا مفاوضات لتسليم الأراضي مقابل السلام رغم أن إسطنبول لم تصدق عليها. تم إخلاء تبريز بالفعل من قبل العثمانيين في أعقاب الهلع الذي تسببت فيه معركة كركوك لكن التقارير المتكررة عن تمرد محمد خان في جنوب إيران لم يعد بالإمكان تجاهلها بعد أن بدأت الانتفاضة تتحول إلى تهديد أكثر خطورة. هذا سرق من نادر شاه كل الثمار الإستراتيجية المحتملة لفوزه حيث كان يستعد أخيرًا للاستيلاء على بغداد ولكنه اضطر إلى جمع قواته للرجوع إلى داخل الإمبراطورية لإخماد تمرد محمد خان في بلاد فارس.
من نواح كثيرة كان النصر الكلي لحملة بلاد ما بين النهرين هو هزيمة طوبال عثمان باشا الذي أنقذ بغداد بسبب انتصاره الساحق في معركة سامراء وعلى الرغم من هزيمته وقتل في وقت لاحق في معركة الكركوك (آغ دربند) إلا أن نادر شاه لم يستطع استغلال فوزه في ذلك الوقت بسبب تمرد محمد خان البلوشي في بلاد فارس . لو خسر طوبال عثمان باشا في سامراء فمن المؤكد أن بغداد كانت ستقع في أيدي الفرس وربما ظلت تحت الحكم الفارسي لعقود قادمة على الأقل.